# Richard Williams (Musiker)
Richard Gene Williams (* 4. Mai 1931 in Galveston, Texas; † 5. November 1985 in Jamaica) war ein US-amerikanischer Jazztrompeter.
Williams spielte zunächst Tenorsaxophon, wechselte als Teenager aber zur Trompete. Er erhielt die Basis seiner musikalischen Ausbildung am Wiley College. Nach dem Abschluss 1951 diente er in der US-Luftwaffe. 1956 spielte er für drei Jahre bei Lionel Hampton, mit dem er auch auf Europatournee war. Anschließend ließ er sich in New York City nieder, wo er auf der Manhattan School of Music 1961 seinen Master machte. In dieser Zeit spielte er bei Charles Mingus. 1960 nahm er für Candid sein einziges Album als Leader auf, New Horn in Town. Während der nächsten Jahre spielte er auf dem Broadway, im Orchestra U.S.A. bei Max Roach, Quincy Jones, Duke Ellington, Booker Ervin, Yusef Lateef und dem Thad Jones/Mel Lewis Orchestra. In den frühen 1970er Jahren lebte er in Europa und leitete dort ein Quartett. Zudem wirkte an Gil Evans’ Album Svengali mit. Später leitete er ein Quintett gemeinsam mit Harold Vick. Dann trat er mit der Mingus Dynasty auf. Im Bereich des Jazz war er laut Tom Lord zwischen 1959 und 1983 an 134 Aufnahmesessions beteiligt, zuletzt mit Vern Fridie und Walter Bishop junior (The Jazz Deciples).